# Кутузов, Сергей Иванович
Серге́й Ива́нович Куту́зов (1882, Никоново, Тарусский уезд, Калужская губерния — май 1976, Санкт-Петербург) — советский государственный и партийный деятель. Первый секретарь Марийского областного комитета ВКП(б) (1929—1930). Член РСДРП с 1906 года. Участник Великой Отечественной войны.

## Биография
Родился в 1882 году в д. Никоново ныне Жуковского района Калужской области в семье пекаря. После окончания в 1896 году церковно-приходской школы в родном селе работал чеканщиком-ювелиром в Петрограде.
В 1906 году вступил в РСДРП. В 1914—1917 годах жил в Киеве: чеканщик, с 1916 года — солдат, заместитель председателя солдатского комитета 3-го авиаполка. В 1917—1920 годах был ответственным секретарём Нижегородского горкома РКП(б). В 1920—1921 годах был членом Президиума Луганского губернского исполкома. С 1921 года в Нижегородской губернии: член Президиума, заведующий отделом труда Губернского профсовета, в 1927—1929 годах — ответственный секретарь Выксунского уездного комитета ВКП(б). В 1927 году окончил курсы марксизма-ленинизма при Коммунистической академии в Москве.
В 1929—1930 годах — ответственный (первый) секретарь Марийского обкома ВКП(б).
С 1930 года вновь в Н. Новгороде: член Президиума Совнархоза, в 1931—1932 — главный арбитр. С 1932 находился на руководящей работе в хозяйственных организациях Ленинграда.
В июле 1941 года призван в РККА. Участник Великой Отечественной войны: боец, инструктор-агитатор 1-го стрелкового полка Фрунзенской дивизии народного ополчения на Ленинградском фронте. В сентябре 1941 года был ранен, в феврале 1944 года комиссован. Командир запаса, дослужился до капитана интендантской службы.
В феврале 1945 года был старшим преподавателем Высшего художественно-промышленного училища им. В. И. Мухиной. В 1949 году осуждён, до 1954 года находился в заключении в Верхнеуральске Челябинской области. После возвращения в Ленинград, до 1962 года продолжил работу в училище им. В. И. Мухиной старшим мастером.
Скончался в мае 1976 года в Санкт-Петербурге.

## Награды
- Орден Ленина
- Орден Трудового Красного Знамени
- Медаль «За оборону Ленинграда»